# 徳城区
徳城区（とくじょう-く）は、中華人民共和国山東省徳州市に位置する市轄区。

## 行政区画
- 街道:新湖街道、新華街道、天衢街道、広川街道、運河街道、長河街道、宋官屯街道
- 鎮:二屯鎮、黄河涯鎮、趙虎鎮、抬頭寺鎮、袁橋鎮

## 概観
徳州市の行政中心として、市庁や政府機関が集まっている。主な鉄道の在来線と高速鉄道も徳城区を通る。主要な鉄道駅も徳城区にある。また徳州市の文化や教育の中心である。
京杭大運河で古代から町が繁栄し、近代になると、鉄道の開通により、重要な都市になってきている。

## 産業
太陽エネルギー工業が繁栄している。農産品加工、肉製品産業も盛んでいる。

## 教育
徳州市の有名学校が徳城区に集中している。四年制大学２つと専科大学がある。

### 大学
- 徳州学院
- 山東華宇工学院

### 専科大学
- 徳州職業技術学院

## 参考
1. ↑  “徳洲”. jp.selectshandong.com. 2024年12月7日閲覧。